# Heena Sidhu
Heena Sidhu (Ludhiana, 1989) es una tiradora deportiva india.
Sidhu comenzó a competir en 2007. En ese año consiguió la medalla de bronce en AP40 junior en los Campeonatos Asiáticos de Tiro celebrados en Kuwait. Ya en categoría absoluta, consiguió en los campeonatos asiáticos dos medallas de oro (Kuwait 2014, y Nueva Delhi 2015) y un nuevo bronce en Wakō (Japón) en 2017.
En campeonatos mundiales ha logrado dos medallas de plata (Pequín 2009 y Fort Benning 2014) y una de oro (Múnich 2013).
El 7 de abril de 2014 se convirtió en la primera tiradora india en encabezar la clasificación de la Federación Internacional de Tiro.
En 2017 renunció a participar en el campeonato asiático de Teherán porque los organizadores obligaban a las competidoras a vestir hiyab.
Fuera de su actividad deportiva, es doctora dentista.